# ساری‌قایه
ساری‌قایه (به ترکی استانبولی: Sarıkaya) شهری است در کشور ترکیه که در استان یوزگات واقع شده‌است. جمعیت این شهر بر اساس سرشماری سال ۲۰۰۸ میلادی ۲۲٬۰۳۷ نفر و بر اساس برآوردهای سال ۲۰۰۹ میلادی ۲۰٬۹۰۳ نفر می‌باشد.